# Cnidoscolus texanus
Cnidoscolus texanus är en törelväxtart som först beskrevs av Johannes Müller Argoviensis, och fick sitt nu gällande namn av John Kunkel Small. Cnidoscolus texanus ingår i släktet Cnidoscolus och familjen törelväxter. Inga underarter finns listade i Catalogue of Life.